# Опари — Стальова Воля
Опари – Стальова Воля – історичний газопровід, котрий перший став подавати видобуте на українських теренах блакитне паливо за межі сучасної території України.
У 1920-х почалась розробка Дашавського газового родовища, продукцію якого до кінця наступного десятиліття подали у всіх напрямках – на захід до Дрогобича, на північ до Львова, на південь до Долини та на схід до Ходоріва. При цьому в 1933 – 1938 роках за три десятки кілометрів на північний захід від Дашави, між Дрогобичем та Миколаєвом, виявили перші горизонти Опарського газового родовища. Новий промисел, котрий знаходився поблизу траси газопроводу Дашава – Львів, ввели в дію вже після початку Другої свтіової війни та захоплення району радянськими військами – у 1940-му. Також у 1940-1941 роках від Опар проклали газопровід у південно-західному напрямку до розташованого за півтора десятки кілометрів Дрогобича (тут блакитне паливо використовувалось передусім для потреб нафтової промисловості, при цьому подача опарського ресурсу дозволила спрямувати весь попутний нафтовий газ на установки вилучення з нього моторного палива – газоліну). Введення нового родовища дозволило збільшити видобуток газу на західноукраїнських теренах майже вдвічі – до 341 млн м3 за рік.
А вже за пару років після початку розробки опарське блакитне паливо спрямували на значно більшу відстань, до польского міста Стальова Воля. В кінці 1930-х тут почали розвивати індустріальний район (зокрема, звели ТЕС Стальова Воля), природний газ для якого подавався по Центральному газопроводу. Німецька окупаційна влада продовжила використовувати можливості підприємств Стальової Волі, а для подачі додаткових обсягів блакитного палива у 1942-му проклала сюди трубопровід із Опар, який на своєму шляху проходив через Самбір та Перемишль. Він мав довжину 210 км, діаметр 300 мм та номінальний робочий тиск у 4 МПа.
Після Другої світової війни по цьому трубопроводу продовжились обмежені експортні поставки з СРСР до Польщі.
У 1957 році почалась розробка розташованого поблизу селища Комарно Рудківського газового родовища із запасами у 33 млрд. м³ (майже втричі більше від показників Опарського чи Дашавського). Для видачі його продукції на експорт спорудили газопровід Комарно — Самбір довжиною 47,9 км та діаметром 530 мм. При цьому для збільшення пропускної здатності системи в 1958 – 1960 роках на території Польщі запустили першу компресорну станцію у Журавиці (за кілька кілометрів північніше від Перемишля).
Нарешті, в 1960-1970-х роках поставки газу до Польщі перебрав на себе газотранспортний коридор Комарно – Ярослав.